# Rudolf Eklöw
Rudolf Emanuel Eklöw, född 15 januari 1904 i Stockholm, död 29 september 1986 i Oscars församling i Stockholm, var en svensk sportjournalist, fotbollsdomare och idrottsledare.
Rudolf Eklöw arbetade som sportjournalist under flera decennier och blev känd under signaturen R:et. Han var verksam på Idrottsbladet 1923 till 1939, på Nya Dagligt Allehanda 1940 till 1944, under 1940–1942 arbetade han som sportchef och 1942–1944 som redaktionssekreterare, på Expressen 1944–1946 arbetade han som sportchef och på Dagens Nyheter 1946–1969 som sportchef.
Eklöw var allsvensk och internationell fotbollsdomare. Han dömde 16 landskamper, varav en match i Olympiska sommarspelen 1936.
Han var styrelseledamot och sekreterare i IFK Stockholm 1920 till 1930. Vice ordförande i Svenska Ishockeyförbundet mellan 1948 och 1970. Han var vice ordförande i Stockholms fotbollsdomareklubb 1932–1936, sekreterare i Svenska Fotbollförbundets domarkommitté 1936 till 1949. Eklöw var styrelseledamot i Sportjournalisternas klubb 1936–1940 och 1945–1961, där han också var vice ordförande och ordförande 1949–1952 samt 1957–1961. Eklöw var styrelseledamot i IIHF 1948–1966 samt vicepresident 1957–1966. Han är gravsatt i minneslunden på Galärvarvskyrkogården i Stockholm.

## Utmärkelser
- Invald som ledare Internationella Ishockeyförbundets Hall of Fame 1999
- Hedersmedlem i IIHF 1976
- Invald i svensk ishockeys Hockey Hall of Fame 2012